# Чаклунство 4 : Невинне серце
Чаклунство 4 : Невинне серце (англ. Witchcraft IV: The Virgin Heart) — американський фільм жахів режисера Джеймса Мерендіно 1992 року.

## Сюжет
Вілл Спаннер зустрічає в Лос-Анджелесі загадкову красуню Белладонну і незабаром опиняється в вирі спокус, вбивств і жертвоприношень.

## У ролях
- Чарльз Соломон молодший — Вілл Спаннер
- Джулі Стрейн — Белладонна
- Клів Пірсон — Сантара
- Ліза Джей Геррінгтон — Лілі Вілд
- Джейсон O'Галігар — Гал
- Ерол Лендіс — лейтенант Говіс
- Оріен Річман — Піт Вілд
- Сансет Томас — Нора Брекенрідж
- Джейсон Блек — Альб

## Серія
- Чаклунство / Witchcraft (1988)
- Чаклунство 2 : Спокусниця / Witchcraft II: The Temptress (1989)
- Чаклунство 3 : Поцілунок смерті / Witchcraft III: The Kiss of Death (1991)
- Чаклунство 4 : Невинне серце / Witchcraft IV: The Virgin Heart (1992)
- Чаклунство 5 : Танець з Дияволом / Witchcraft V: Dance with the Devil (1993)
- Чаклунство 6 : Коханка Диявола / Witchcraft VI: The Devil's Mistress (1994)
- Чаклунство 7 : Час розплати / Witchcraft VII: Judgement Hour (1995)
- Чаклунство 8 : Привид Салема / Witchcraft VIII: Salem's Ghost (1996)
- Чаклунство 9 : Гірка плоть / Witchcraft IX: Bitter Flesh (1997)
- Чаклунство 10 : Повелителька / Witchcraft X: Mistress of the Craft (1998)
- Чаклунство 11: Сестри по крові / Witchcraft XI: Sisters in Blood (2000)
- Чаклунство 12 : У лігві змія / Witchcraft XII: In the Lair of the Serpent (2002)
- Чаклунство 13: Тринадцята жертва / Witchcraft XIII: Blood of the Chosen (2008)